# Мікеле Ді Грегоріо
Мікеле Ді Грегоріо (італ. Michele Di Gregorio, нар. 27 липня 1997, Мілан) — італійський футболіст, воротар клубу «Ювентус».

## Клубна кар'єра
Народився 27 липня 1997 року в Мілані. Вихованець футбольної школи місцевого «Інтернаціонале».
У дорослому футболі дебютував 2017 року виступами за третьоліговий «Ренате», в якому протягом сезону взяв участь у 33 матчах чемпіонату.  Більшість часу, проведеного у складі «Ренате», був основним голкіпером команди. Відзначався досить високою надійністю, пропускаючи в іграх чемпіонату в середньому менше одного гола за матч.
Згодом протягом сезону грав у тій же Серії C за «Новару», після чого перебрався до друголігового «Порденоне». Тренерським штабом нового клубу також розглядався як гравець «основи».
2020 року перейшов до «Монци», де також відразу став основним воротарем. За два роки допомі команді здобути підвищення у класі і в сезоні 2022/23 дебютував в іграх на рівні елітної Серії A.

## Кар'єра в збірній
4 жовтня 2024 року вперше викликаний до збірної Італії головним тренером Лучано Спаллетті для участі в матчах Ліги націй УЄФА проти збірних Бельгії та Ізраїлю.

## Статистика виступів

### Статистика клубних виступів
Станом на 6 січня 2024
| Сезон             | Команда           | Чемпіонат         | Чемпіонат | Чемпіонат | Національний кубок | Національний кубок | Національний кубок | Континентальні кубки | Континентальні кубки | Континентальні кубки | Інші змагання | Інші змагання | Інші змагання | Усього | Усього |
| Сезон             | Команда           | Ліга              | Ігор      | Голів     | Ліга               | Ігор               | Голів              | Ліга                 | Ігор                 | Голів                | Ліга          | Ігор          | Голів         | Ігор   | Голів  |
| ----------------- | ----------------- | ----------------- | --------- | --------- | ------------------ | ------------------ | ------------------ | -------------------- | -------------------- | -------------------- | ------------- | ------------- | ------------- | ------ | ------ |
| 2017–18           | «Ренате»          | C                 | 33+1      | -30 + -2  | КІ+КІ-C            | 3+0                | -4                 | -                    | -                    | -                    | -             | -             | -             | 37     | -36    |
| 2018–19           | «Новара»          | C                 | 30+2      | -26 + -2  | КІ+КІ-C            | 0                  | 0                  | -                    | -                    | -                    | -             | -             | -             | 32     | -28    |
| 2019–20           | «Порденоне»       | B                 | 33+2      | -39 + -2  | КІ                 | 0                  | 0                  | -                    | -                    | -                    | -             | -             | -             | 35     | -41    |
| 2020–21           | «Монца»           | B                 | 27+2      | -24 + -3  | КІ                 | 2                  | -2                 | -                    | -                    | -                    | -             | -             | -             | 31     | -29    |
| 2021–22           | «Монца»           | B                 | 37+4      | -37 + -6  | КІ                 | 1                  | -2                 | -                    | -                    | -                    | -             | -             | -             | 42     | -45    |
| 2022–23           | «Монца»           | A                 | 37        | -49       | КІ                 | 0                  | 0                  | -                    | -                    | -                    | -             | -             | -             | 37     | -49    |
| 2023–24           | «Монца»           | A                 | 10        | -9        | КІ                 | 1                  | -2                 | -                    | -                    | -                    | -             | -             | -             | 11     | -11    |
| Усього за «Монцу» | Усього за «Монцу» | Усього за «Монцу» | 111+6     | -118 + -9 |                    | 4                  | -6                 |                      | -                    | -                    |               | -             | -             | 121    | -134   |
| Усього за кар'єру | Усього за кар'єру | Усього за кар'єру | 218       | -229      |                    | 7                  | -10                |                      | -                    | -                    |               | -             | -             | 225    | -239   |